# (38604) 1999 YJ4
1999 واي جاي 4 (ويعرف أيضًا باسم (38604) 1999 واي جاي 4 وفق تسمية الكوكب الصغير) (بالإنجليزية: 1999 YJ4)‏ هو كويكب ضمن حزام الكويكبات؛ وترتيبه 38604 من حيث الاكتشاف.
اكتُشف هذا الجُرم الفلكي بواسطة غاري هغ في 27 ديسمبر 1999.

## وصلات خارجية
- (38604) 1999 YJ4 في قاعدة بيانات مختبر الدفع النفاث لأجرام النظام الشمسي الصغيرة

- الاكتشاف · مخطط المدار ·  العناصر المدارية · المعلمات المادية

- (38604) 1999 YJ4 على موقع ويكي سكاي: DSS2, SDSS, GALEX, IRAS, Hydrogen α, X-Ray, Astrophoto, Sky Map, Articles and images